# Violetta Villas

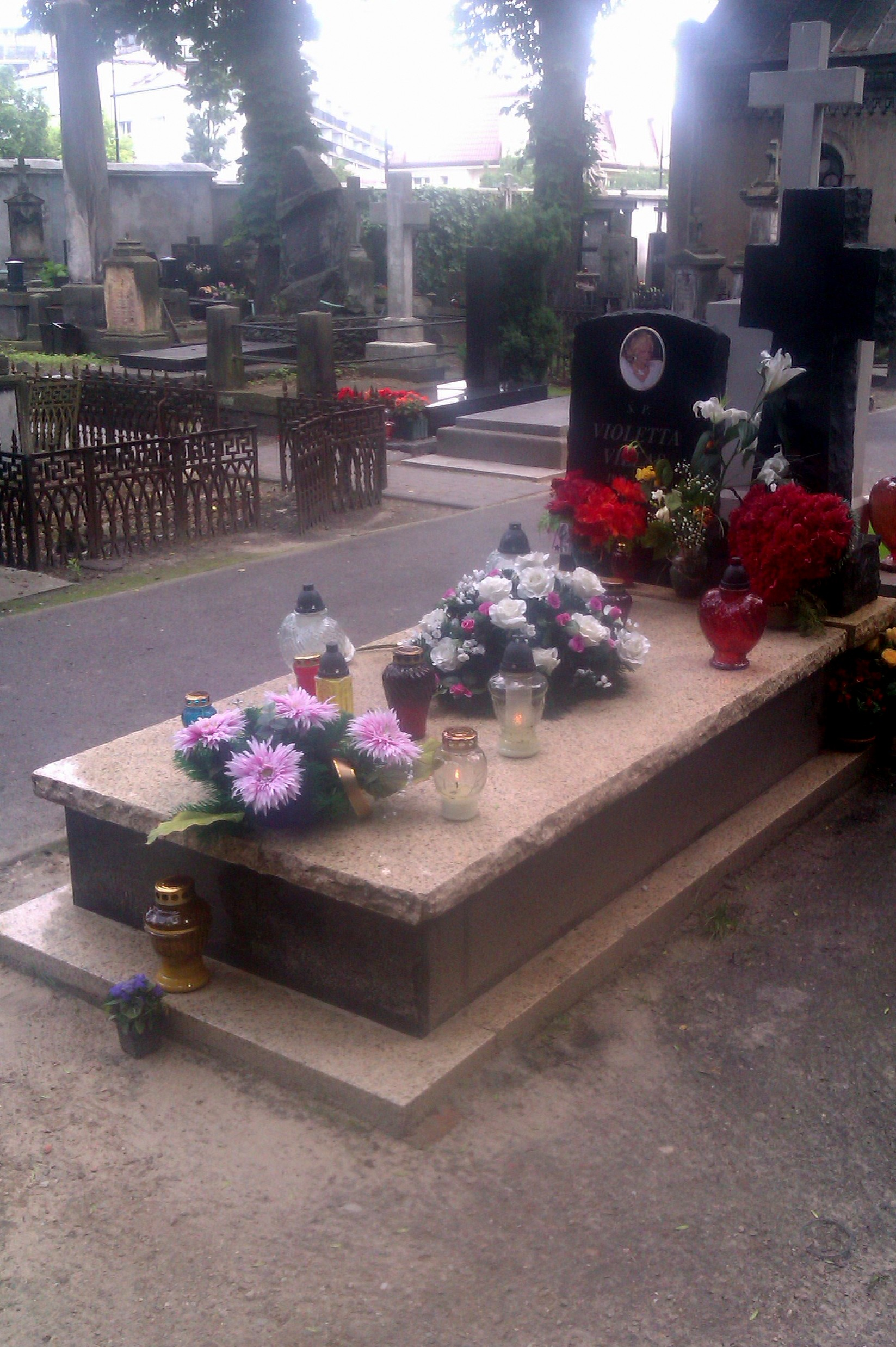
Její hrob ve Varšavě.

Violetta Villas (rodným jménem Violetta Eliza Cieślak, 10. června 1938 – 5. prosince 2011) byla polská zpěvačka (koloraturní soprán), která měla 5-oktávový hlas a absolutní sluch[zdroj⁠?!]. Po světě se proslavila[zdroj⁠?!] hity jako Nie ma miłości bez zazdrości, Przyjdzie na to czas, Oczy czarne, My heart belongs to daddy, Ave Maria no Morro, Strangers in the night, Granada, Dla ciebie miły, List do matki, Free again, If you go away, What now my love a Mechaniczna lalka.
Je pochována, na 'Cmentarzu Powązkowskim', ve Varšavě.

## Diskografie

### LP
| Rok  | Název                             |
| ---- | --------------------------------- |
| 1962 | Rendez-vous with Violetta Villas  |
| 1966 | Violetta Villas                   |
| 1967 | Violetta Villas                   |
| 1967 | For you my darling                |
| 1968 | About Love...                     |
| 1977 | There is no love without jealousy |
| 1980 | Old hits                          |
| 1986 | Violetta Villas                   |
| 1987 | The greatest hits                 |

### CD
| Rok  | Název                                               |
| ---- | --------------------------------------------------- |
| 1992 | For you beloved                                     |
| 1992 | The most beautiful christmas carols                 |
| 1994 | Dolly                                               |
| 1995 | VV - gold hits, part 1                              |
| 1995 | VV - gold hits, part 2                              |
| 1996 | Golden hits                                         |
| 1997 | Jestem taka a nie inna                              |
| 1997 | Christmas carols                                    |
| 1998 | Dolly                                               |
| 1999 | Platinum collection                                 |
| 1999 | V. Villas sings the most beautiful christmas carols |
| 2000 | Kiss of fire                                        |
| 2000 | Golden hits                                         |
| 2001 | When Jesus Christ was born...                       |
| 2001 | Violetta Villas                                     |
| 2001 | For you my darling                                  |
| 2001 | There is no love without jealousy                   |
| 2003 | Valentine hits                                      |
| 2003 | To you, mother                                      |
| 2004 | Christmas carol of hearts                           |
| 2006 | I am what I am                                      |
| 2007 | To comfort the heart and warmth the soul            |
| 2009 | From archive of the Polish Radio, vol. 11           |
| 2009 | When Jesus Christ was born... - reedition           |

### MC
| Rok  | Název                             |
| ---- | --------------------------------- |
| 1969 | Las Vegas                         |
| 1977 | There is no love without jealousy |
| 1987 | The greatest hits                 |
| 1992 | For you beloved, part 1           |
| 1992 | For you beloved, part 2           |
| 1992 | The best of                       |
| 1992 | The best of, part 1               |
| 1992 | The best of, part 2               |
| 1992 | The best of, part 3               |
| 1994 | Doll                              |
| 1994 | I am what I am                    |
| 1995 | Only to you                       |
| 1996 | Golden hits                       |
| 1997 | Christmas carols                  |
| 1997 | Jestem taka a nie inna            |
| 1998 | Golden hits                       |
| 1999 | Platunim collection               |
| 2000 | Violetta Villas                   |
| 2000 | Kiss of fire                      |

### Singly
| Rok  | Název                             |
| ---- | --------------------------------- |
| 1961 | Ja ci nie wierzę                  |
| 1961 | Taki mróz                         |
| 1961 | Nie zdążyłam                      |
| 1961 | Dla ciebie miły                   |
| 1961 | Marianna ruda                     |
| 1961 | Sekret                            |
| 1961 | Dla ciebie miły                   |
| 1961 | Kiedy Allach szedł                |
| 1962 | Ożeń się Johny                    |
| 1962 | To mówią marakasy                 |
| 1962 | Duety z Tadeuszem Woźniakowskim   |
| 1963 | Szesnaście lat                    |
| 1963 | Zorro                             |
| 1963 | Kiedy Allach szedł                |
| 1964 | Muzyka taneczna                   |
| 1964 | Błękitna tarantella               |
| 1964 | Opole - stolica polskiej piosenki |
| 1964 | Uśmiechem miłość się zaczyna      |
| 1965 | Jak nie to nie                    |
| 1965 | Nic nikomu nie mów                |
| 1965 | Józek                             |
| 1966 | Do ciebie mamo                    |
| 1966 | Dla ciebie miły                   |
| 1966 | Nie jestem taka zła               |
| 1969 | Do ciebie mamo                    |
| 1986 | Mundial'86                        |
| 1987 | Sosna z mego snu                  |
| 1987 | Wszedzie gdzie ty                 |

### Další nahrávky
| Rok  | Název                        |
| ---- | ---------------------------- |
| 1964 | Przyjdzie na to czas         |
| 1964 | Czterdzieści kasztanów       |
| 1965 | Mamma                        |
| 1965 | Do ciebie, mamo              |
| 1967 | W Zakopanem pada deszcz      |
| 1970 | Znowu ciebie mam             |
| 1977 | Nie ma miłości bez zazdrości |

### Kompilace
| Skladba                                                                          | Album                                 |
| -------------------------------------------------------------------------------- | ------------------------------------- |
| Przyjdzie na to czas                                                             | Powracające melodyjki                 |
| Wszędzie, gdzie ty                                                               | Przeboje gwiazd                       |
| Czterdzieści kasztanów                                                           | Piosenki J. Gałkowskiego              |
| Wszędzie, gdzie ty                                                               | Przeboje'78                           |
| Sosna z mego snu                                                                 | Niebo z moich stron                   |
| Do ciebie mamo                                                                   | Gdzie ten świat młodych lat           |
| Wszędzie, gdzie ty                                                               | Succurrens                            |
| Przyjdzie na to czas                                                             | Przeboje 40-lecia                     |
| Całuj gorąco                                                                     | Andrzej Jastrzębiec-Kozłowski         |
| Ave Maria no morro                                                               | Stefan Rachoń przypomina              |
| Granada                                                                          | Z melodią i piosenką dookoła świata   |
| Maria la O                                                                       | Z melodią i piosenką dookoła świata   |
| Do ciebie mamo                                                                   | XX-lecie PP Polskie Nagrania          |
| Mazurskie wspomnienia                                                            | Mimozami jesień się zaczyna           |
| Wszędzie, gdzie ty                                                               | Andrzej Januszko i jego piosenki      |
| Jesteś mi potrzebny                                                              | L. Bogdanowicz i jego piosenki        |
| Spójrz prosto w oczy Przyjdzie na to czas                                        | Tych lat nie odda nikt                |
| Do ciebie mamo                                                                   | Piosenki dla mojej matki              |
| Dla ciebie miły Szesnaście lat                                                   | Przeboje R. Siedleckiego              |
| Dla ciebie miły                                                                  | Z melodią i piosenką dookoła świata   |
| Szesnaście lat                                                                   | Z melodią i piosenką dookoła świata   |
| Szesnaście lat Zegar z kukułką Czy lubi pani tańczyc twista Spójrz prosto w oczy | Daj mi zachować wspomnienia           |
| Przyjdzie na to czas                                                             | Rytmy młodych                         |
| Dla ciebie miły                                                                  | Piosenki lat 50-tych vol. 2           |
| Wachlarz                                                                         | Z archiwum Veritonu                   |
| Ali alo                                                                          | Z archiwum Veritonu                   |
| Kiedy Allach szedł                                                               | Z archiwum Veritonu                   |
| Dla ciebie miły                                                                  | Konkurs Piosenki Polskiej '61         |
| Czy pani tańczy twista                                                           | Radiowe piosenki miesiąca             |
| Marianna ruda                                                                    | Kalejdoskop piosenek nr 3             |
| Salomon                                                                          | Czarny Alibaba i inne piosenki        |
| Józek                                                                            | Złote Przeboje vol.5                  |
| Dla ciebie miły                                                                  | Naj z Naj                             |
| Taki mróz                                                                        | Komu piosenkę                         |
| Rudy rydz                                                                        | Złote Przeboje 50-60                  |
| Dla ciebie miły                                                                  | Klasyka Polskiej Piosenki cz. 3       |
| Spójrz prosto w oczy                                                             | Piosenki Wojciecha Piętowskiego       |
| Salomon Czy pani tańczy twista                                                   | T. Woźniakowski - największe przeboje |
| Kochaj mnie, a będę twoją                                                        | Tata 2                                |
| Do ciebie mamo                                                                   | Piosenki dla mamy                     |
| Złota maska Szczęścia nie szukaj daleko                                          | Wasowski da się lubić                 |
| Szesnaście lat                                                                   | Miłość ze szkolnej ławki              |
| Mazurskie wspomnienia                                                            | Lato, ty i ja                         |
| Do ciebie mamo                                                                   | Piosenki dla mojej matki              |